# Diafilm

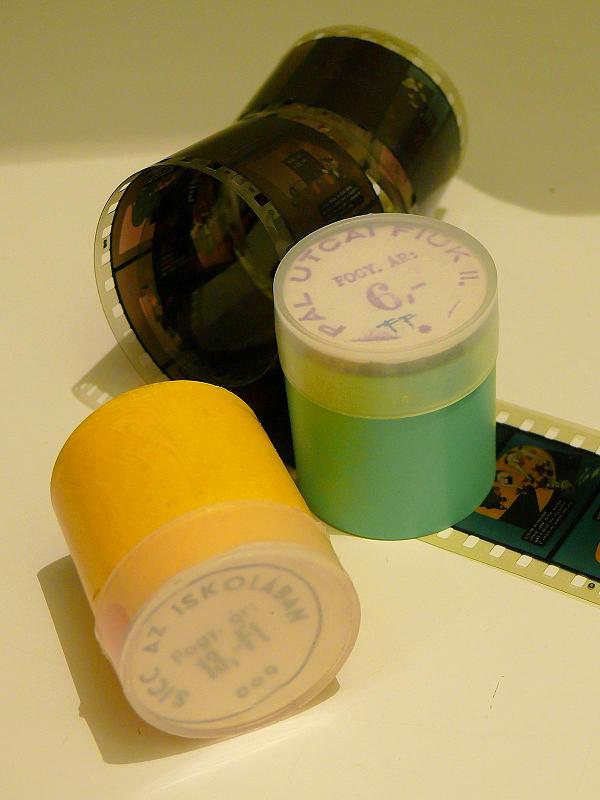
Magyar diafilmek (Sicc az iskolában és
A Pál utcai fiúk)

A diafilm vagy diafilmszalag diapozitív képek tematikus sorrendbe szerkesztett, általában értelmező feliratokkal vagy kísérőszövegekkel ellátott állóképsorozata. Egy diafilm legfeljebb 200 darab 18×24 milliméteres „kockát” tartalmazó filmszalag, amely az erre alkalmas diavetítő segítségével megvilágítva fehér felületre kivetíthető. A diafilmek eleinte gyúlékony cellulóz-nitrát, majd 1953-tól biztonságos cellulóz-acetát filmre készültek.

## Története
A diafilmvetítés műfaji előzményeiként lehet számon tartani a történetmesélő képek egymásutániságán alapuló vásári képmutogatást, a laterna magicát, valamint a kézi festésű üvegképek, majd diapozitívok vetítését. E műfaji hagyomány ötvöződött a 19–20. század fordulóján a kor technikai vívmányával, a filmmel, s kialakult a diafilm műfaja. A 20. század elején a 35 milliméteres diafilmszalag először az oktatás, majd az ismeretterjesztés és az állami propaganda eszköze lett. Az oktatásban betöltött jelentőségét igazolja, hogy a korban szegényes képanyaggal kiadott tankönyvek mellett így mód nyílt az egyes tananyagok gazdagabb illusztrálására. Mint szemléltetőanyag a későbbi évtizedekben is előnyt élvezett az esetenként nehezen követhető, a részletek kibontását megnehezítő pergő- vagy mozgófilmmel szemben. Az 1960-as és az 1980-as évek között világszerte elsősorban a gyermekek szórakozásává lett a mesediafilmek révén.

### A magyar diafilm
A 19–20. század fordulóján már Magyarországon is nagy népszerűségnek örvendett az üveg diapozitívok vetítése különféle vetítőalkalmatosságokkal. Ezek közül említést érdemel a Schambach Gyula középiskolai tanár által 1902-ben kifejlesztett, általa papiroszkópnak elnevezett eszköz, amely gázvilágítás segítségével bármely színes ábrázolást (fényképet, grafikát, nyomatot) képzett le a 140×200 centiméteres vetítőernyőre.
Magyarországon diafilmszalagokat először a Székesfővárosi Pedagógiai Filmgyár kezdett gyártani, s 1913 és 1931 között több, színes illusztrációs anyagot tartalmazó oktatófilmet is kiadott ebben a formában. Ezek a gyakran hosszú filmtekercsek általában 80–190 darab 18×24 milliméteres kockát tartalmaztak, amelyhez a szöveges információt inzertkockák biztosították.
1926-ban kezdte meg ismeretterjesztő munkáját – a diapozitív-vetítéseket is tartó Uránia Tudományos Színház mintájára – a Falu Urániájának elnevezett társaság, amelynek tagjai villamos akkumulátoros vetítő segítségével tartották diafilm-előadásaikat szerte az országban. A filmszalagok elsősorban a mezőgazdasági termelés korszerű módozatait mutatták be (műtrágyázás, növényvédelem stb.), illetve kisebb számban készültek a magyar történelem eseményeit, magyar népmeséket és mondákat bemutató, vagy valláserkölcsi diafilmek is. Különösen népszerű volt a Magyar Golgota című irredenta diafilm.
A második világháborút követően 1948-ban alakult meg a Magyar Fotó Állami Vállalat Diaosztálya, amely 1953-ig több mint 250, népművelési célú propagandisztikus diafilmszalagot adott ki összesen 50 ezer példányban. A diaosztály sajátos, de rövid életű vállalkozása volt a filmtekercsben rendszeresen megjelenő Diahíradó, illetve Világ és Sporthíradó. 1954-ben az osztály megszűnt és megalapították a Magyar Diafilmgyártó Vállalatot, amely elsősorban a Társadalom- és Természettudományi Ismeretterjesztő Társulatot (TIT), valamint a népművelési munkát látta el segédanyaggal (Beszélő képek sorozatcímmel), de a politikai agitációs propaganda és a közoktatás számára is nagy sorozatban gyártott diafilmeket (néhány az 1950-es évek diafilmcímei közül: Rákosi Mátyás harcos élete; Asszonyok, lányok, gyertek traktorosnak; Május 1., a dolgozók harcos ünnepe; Aki a népnek vermet ás). Az egyes filmtekercsekhez eleinte szövegkönyvet mellékeltek, amelyből a vonatkozó részt hangosan felolvasták, ezt azonban hamarosan felváltotta a képek alján látható felirat.

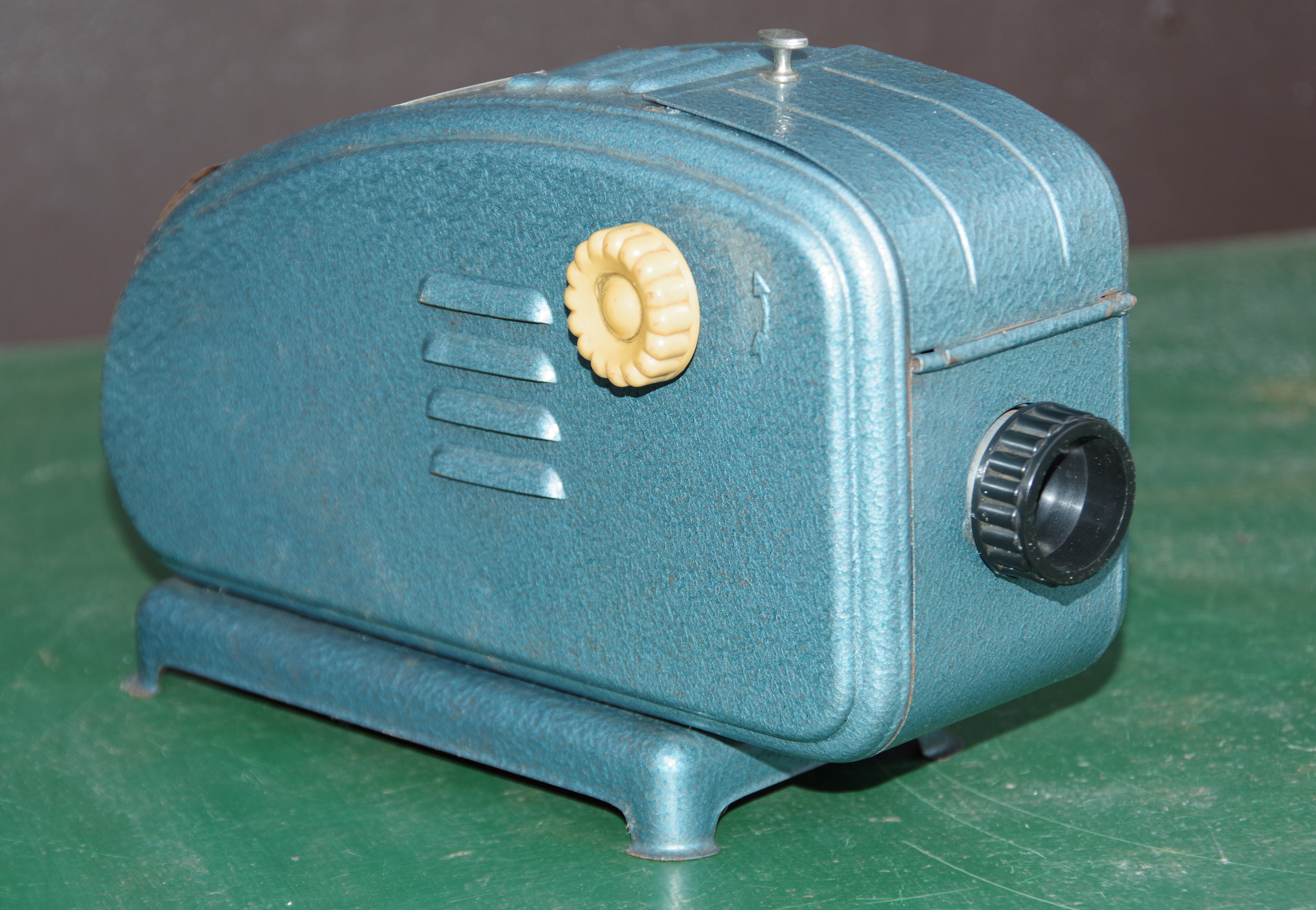
Magyar gyártmányú diavetítő

Ezzel párhuzamosan, 1953-ban megkezdődött a mesediafilmek gyártása, ami végül a diafilmműfajok közül az 1960-as–1970-es évekre – a televízió tömeges elterjedése előtti időben – hihetetlen népszerűségre tettek szert, s jóformán egyet jelentett a diafilmszalag fogalmával. A népmese- és ifjúsági irodalmi feldolgozások (A kiskakas gyémánt félkrajcárja, Két bors ökröcske; Grimm-, Andersen- stb. mesék) mellett sorra adták ki magyar és külföldi rajzfilmek diafilmes adaptációit is (Lúdas Matyi, Vuk, Harcsabajusz kapitány, A csodamalmocska). A grafikus mesediafilmek mellett megjelentek a mese- és játékfilmek fotóiból összeállított diaszalagok is (A kis Mukk története, Gábor diák).
Az 1960-as évek elejétől jelentek meg az első irodalmi adaptációk diafilmen, de ezek a diafilm elkerülhetetlenül cselekménytömörítő jellege miatt kisebb népszerűségnek örvendtek (Don Quijote, Gulliver, Monte Cristo grófja). 1977-ben adták ki az első hangosított diafilmet, az irodalomtörténeti Ady Endre-portrét. Nem maga a diafilmtechnika fejlődött, hanem a filmszalaghoz egy 20-25 perces hangkazettát is mellékeltek, amelyen kortárs színművészek adtak elő Ady-verseket (később hasonló összeállítás jelent meg Radnóti Miklósról és Nagy Lászlóról).
Technikai vonatkozásban az 1970-es évekig a tempera- és akvarellképek voltak egyeduralkodók, ritkán képregény- vagy könyvillusztrációszerű képi megfogalmazásban, köszönhetően olyan művészeknek, mint Zórád Ernő, Réber László, Vida Gábor vagy Gyulai Líviusz. Ezt követően sorra jelentek meg más technikák is (kollázsok, fényképezett bábfigurák stb.), de az 1980-as évekre a diafilmek népszerűsége leáldozott. 1986 után még megpróbálkoztak klasszikus mesediafilmek videókazettán való kiadásával, de a korszerű video-, majd DVD-technikával a diafilm nem tudta a lépést tartani. Jóllehet, mind a mai napig működik – immár Diafilmgyártó Kft. néven – a korábban állami diafilmgyártó vállalat, de kiadási profilja ma már csak a mese- és oktatási diafilmeket fedi le. Egyes források szerint a 2000-es évek elejétől ismét reneszánsza van a diafilmvetítésnek, s a magyarok évente százezres nagyságrendben vásárolnak filmtekercseket.
A magyarországi diafilmgyártás történeti kutatására és a diafilmszalagok, vonatkozó tárgyi emlékek megőrzésére szakosodott magánintézmény a Diafilm-történeti Gyűjtemény (a 6000-es magyar diafilmanyag mintegy fele, 3000 tekercs megtalálható a gyűjteményben).
2010-ben új formában jelentek meg a régi diafilmek. A DVD kiadás újdonsága, hogy a hagyományos, felolvasós felhasználás mellett megjelenik az automatikus lejátszás, ahol színművészek, gyerekszínészek olvassák fel a meséket. Eddig 10 DVD lemezen 50 mese jelent meg.